# Aotus jorgehernandezi
Aotus jorgehernandezi — вид ссавців надродини широконосих мавп. Назва виду шанує натураліста Жоржа Ернандеса Камачо.

## Зовнішній вигляд
Це відносно невеликий примат з великими карими очима, які оточені білими квадратами. Є широка чорна смуга між очима. Примітна щільна біла шерсть на внутрішній стороні руки.

## Поширення
Зустрічається на західних схилах і передгір'ях Анд, Колумбія. Населяє передгірний і, можливо, гірський тропічний ліс.

## Спосіб життя
Тварини родини ведуть нічний спосіб життя: вони найбільш активні на світанку і в сутінках. Вони плодоїдні; дієта включає в себе фрукти, нектар і квіти, листки, і дрібні тварини такі як комахи. Вони є соціально моногамні, живуть у невеликих групах з пари дорослих і потомства різного віку (новонароджені, одного або двох неповнолітніх). 

## Загрози та охорона
Основні загрози для цього виду не відомі. Цей вид може відбутися в англ. Tatamá Natural National Park.